# هت‌تریک (فیلم ۱۳۹۵)
هت‌تریک فیلمی به کارگردانی و نویسندگی رامتین لوافی و تهیه‌کنندگی مجید مطلبی محصول سال ۱۳۹۵ است. این فیلم در ۲۴ بهمن ۱۳۹۷ در سینماهای ایران اکران شده‌است.

## داستان فیلم
لیدا (پریناز ایزدیار) به همراه همسرش فرزاد (امیر جدیدی) به یک مهمانی دعوت شده اند. کیوان (صابر ابر) دوست این دو نفر، با فرد جدیدی به نام رها (ماهور الوند) آشنا شده و او را هم به مهمانی آورده است. این ۴ نفر در راه برگشت به خانه با چیز یا کسی تصادف و فرار می‌کنند و…

## بازیگران
| بازیگر         | نقش          |
| -------------- | ------------ |
| پریناز ایزدیار | لیدا         |
| امیر جدیدی     | فرزاد کنعانی |
| صابر ابر       | کیوان        |
| ماهور الوند    | رها          |
| همایون ارشادی  | دکتر         |

## انتشار
این فیلم نخستین بار در سی و ششمین جشنواره جهانی فیلم فجر نمایش داده شد و در ۲۴ بهمن ۱۳۹۷ در سینمای ایران اکران شد. «هت تریک» پس از استقبال مخاطبان در جشنواره شانگهای چین ، ونکوور کانادا و گلدن گلوبال مالزی توسط کمپانی پخش بین المللی تای هه فیلم برای اکران در سینماهای چین خریداری شد و به زبان چینی دوبله شده و در این کشور اکران گسترده شد.

## حضور در جشنواره ها و جوایز

### جشنواره‌ها
| سال  | جشنواره                         |
| ---- | ------------------------------- |
| ۱۳۹۷ | جشنواره فیلم فجر                |
| ۱۳۹۷ | جشنواره بین المللی فیلم شانگهای |
| ۱۳۹۷ | جشنواره فیلم ونکوور             |
| ۱۳۹۸ | جشنواره گلدن گلوبال مالزی       |
| ۱۳۹۸ | جشن حافظ                        |

### جوایز و نامزدی ها
| سال  | جشنواره                                      | قسمت                   | نامزد        | نتیجه    | جایزه       |
| ---- | -------------------------------------------- | ---------------------- | ------------ | -------- | ----------- |
| ۱۳۹۷ | سی و ششمین جشنواره جهانی فیلم فجر            | سیمرغ بهترین فیلمنامه  | رامتین لوافی | برنده    | سیمرغ سیمین |
| ۱۳۹۷ | سی و ششمین جشنواره جهانی فیلم فجر            | سیمرغ بهترین بازیگر زن | ماهور الوند  | برنده    | سیمرغ سیمین |
| ۱۳۹۷ | بیست و یکمین جشنواره بین المللی فیلم شانگهای | بهترین فیلم            | مجید مطلبی   | نامزدشده | جام طلایی   |
| ۱۳۹۸ | جشنواره گلدن گلوپ آسیایی                     | بهترین فیلم            | مجید مطلبی   | برنده    |             |
| ۱۳۹۸ | جشنواره گلدن گلوپ آسیایی                     | بهترین فیلمنامه        | رامتین لوافی | برنده    |             |
| ۱۳۹۸ | جشنواره گلدن گلوپ آسیایی                     | بهترین بازیگر مکمل مرد | صابر ابر     | برنده    |             |
| ۱۳۹۸ | نوزدهمین جشن حافظ                            | بهترین بازیگر زن       | ماهور الوند  | نامزدشده |             |